# Теорија катастрофе
У научној литератури, домаћој и светској, теоријско одређење и класификација природних катастрофа представља веома актуелно питање. Више о теоријском одређењу, погледати. Неопходност и мотивисаност аутора за успостављањем концизних дефиниција, произилази из потребе јасног разграничења катастрофа од свега осталог, а најпре, од њему средних концепата као што су опасности, кризе и ризици. Свакако, интерес од дефинисања произилази из потребе да се опише област проучавања и створе услови за акумулацију знања и изградњу теорија. При томе, истраживачи из области студија катастрофа, сусрећу се и са дискусијама и дебатама око разграничења појмовног одређења катастрофа од ванредних ситуација и непогода. Резултати истраживања показују да је теоријско одређење природних катастрофа пратило: друштвени амбијент у чијим оквирима је и настало, научну дисциплину из које је потекло, сврху, географски регион настанка итд. Када се посматра њихов настанак, примећује се да су прве дефиниције дате од стране лингвиста и да су оне у великој мери одржавале специфичности културе и језика у склопу кога су и настале. Временом су еволуирале са вишестраним променама у свету. Велики број њих, иако на први поглед противречне, настају у оквиру истог категоричног домена. Почивају на различитим теоријским и емпиријским основама. Такође, није исто дефинисање катастрофе као феномена или области проучавања. Истраживачи, често упадају у замку, да концептуалне основе феномена као што је катастрофа, замењују објашњењима шта чини и како друштво делују у таквим ситуацијама. Предмет рада представља теоријско одређење и класификација природних катастрофа, са посебним освртом на њене последице.

## Теоријско одређење катастрофа
Одређивање појма „природна катастрофа“, условљено је и праћено одређивањем замисли о суштинским својствима који су константни под разним околностима. Језички облик изражавања наведене замисли представља се термином „природна катастрофа. У литератури често се наилази на то да аутори исте мисаоне садржаје повезују, односно изражавају различитим терминима. При томе, са друге стране, није неуобичајено и да различите мисаоне садржаје о природним катастрофама означавају истим терминима. Иако постоје вишегодишња и опсежња истраживања, у литератури и даље постоји преширок опсег тумачења катастрофа, понекад недоследан и контрадикторан. Често се наилази и на дефиниције које произилазе из „интерпретативног става“ где се истиче да су катастрофе оно што људи кажу да оне јесу. При томе, није неуобичајено да аутори спомињу катастрофу у контексту „прилике“ али чини се да они више размишљају о катастрофи као „узроку“ понашања, него „контексту“ у којем се то понашање реализује. Посебан проблем задају и законске дефиниције које су често недовољно утемељене из аспекта постојећих теоријских сазнања. У циљу предупређења свега наведеног неопходан је системски приступ у дефинисању и описивању катастрофа. Стога, преглед литературе о теоријском одређењу (дефиницијама) природних катастрофа биће усмерен ка: идентификовању релевантних дефинција „катастрофа“ као општијег појма и „природних катастрофа“ као његове подврсте; сврставању свих дефиниција у одређене периоде њиховог настанка; разграничењу са другим повезаним концептима, најпре са природним опасностима и кризама; сажимања релевантних теоријских одређења у циљу конципирања свеобухватне дефиниције са јасним садржајем и обимом појма природних катастрофа.
Сублимирати напоре многобројног дефинисања, што се и да видети из приказаних дефиниција, представља комплексан задатак који безусловно тражи темељитост. Када се посматра њихов настанак, примећује се да су прве дефиниције дате од стране лингвиста. Поред тога, оне су у великој мери одржавале специфичности културе и језика у склопу кога су и настале. Временом су еволуирале са вишестраним променама у свету. Велики број њих, иако на први поглед противречне, настају у оквиру истог категоричног домена. Почивају на различитим теоријским и емпиријским основама. Такође, није исто дефинисање катастрофе као феномена или области проучавања.
Истраживачи, често упадају у замку, да концептуалне основе феномена као што је катастрофа, замењују објашњењима шта чини и како друштво делују у таквим ситуацијама. Свакако, циљеви дефинисања увелико опредељују садржајне супстрате дефиниција. Уколико је реч о потреби регулисања одређених друштвених активности у тој области, превасходно се ради о нормативним дефиницијама. Такве дефиниције, у велико мери прати недовољна систематичност и свеобухватност различитих аспеката посматраног феномена. Због претходно реченог, приликом дефинисања катастрофа, потребно је бити веома обазрив и темељит. Посебно је потребно водити рачуна да се обухвате аспекти узрока, карактеристика и последица таквог феномена.
Утемељеност и прихватљивост класификације природних катастрофа представља важну претпоставку за њихово ваљано евидетирање и квалитетнију анализу, као и за међународну сарадњу влада, надлежних служби, чланова научне заједнице и невладиних организација у наведеној области. Све природне катастрофе, имају себи својствене узроке настанка, јединствени сценарио, утицај на човека и животну средину, размере и тежину последица. Сходно томе, оне се могу класификовати на основу бројних одлика које са разних страна сагледавају такве комплексне појаве. Имајући у виду приказане класификације, све се могу свести на три оквирне групе: природне, катастрофе повазане са човеком (намерно/ненамерно изазване), и хибридне (комбинација природних сила и неадекватних људских система).

## Спремност за реаговање и катастрофе
У научној литератури не постоји јасан консензус у погледу теоријског одређења, као и начина (природе) утицаја разноврсних фактора на спремност за реаговање на природне катастрофе. Управо с тога, систематичним прегледом постојећих истраживања и примењених теоријских концепата, могуће је уочити неопходност њихове даље систематизације, а посебно потребе даљег објашњења међусобне повезаности демографских, социо-економских и психолошких фактора са нивоом спремности за реаговање на природну катастрофу. Сходно томе, предмет рада представља дескрипција и анализа релевантних научних радова (88) са циљем њиховог разврставања према критеријумима теоријског одређења и фактора утицаја на ниво спремности за реаговање на природне катастрофе. Резултати истраживања омогућавају јасан увид у мрежу постојећих теоријских објашњења и фактора који утичу на ниво спремности. Претрага постојећих радова у домаћој и страној литератури извршена је уз помоћ сервиса ,,Google scholar“, популарне мреже кооперативног ,,on line“ библиографског система и сервиса (COBISS), српског цитатног индекса (SCI) и портала конзорцијума библиотека Србије за обједињену набавку (KoBSON).
У литератури, не постоји опште прихваћена дефиниција спремности за реаговање на природне катастрофе. У осталом, једноставно се може стећи утисак да је одређивање садржаја и обима тог појма донекле и маргинализовано. Свакако, имајући у виду значај спремности као једног од битног елемента управљања у природним катастрофама, неопходно је посебну пажњу посветити дефинисању спремности као значајног концепта у области природних катастрофа и шире. На спремност грађана за реаговање на природну катастрофу делује велики број друштвених и индивидуалних фактора. При томе, они директно или индиректно утичу на грађане да имплементирају, предузму или осмисле мере спремности за реаговање у таквим приликама. Разумевање њиховог утицаја представља важан корак ка осмишљавању начина подизања нивоа њихове спремности. Слободно се може рећи да на спремност грађана за реаговање утичу демографски(пол, године, брачно стање, здравствени проблеми, етничка припадност, број деце, број чланова домаћинства) социо-економски(висина прихода и расхода домаћинстава, статус власништва над објектом као и цена директног/индиректног спровођења мера спремности) и психолошки(ставови, перцепција ризика, претходно искуство са природним катастрофама, мотивација, страх, забринутост, обавештеност) фактори.

## Гепросторна и временска дистрибуција катастрофа
Проблематиком геопросторне и временске дистрибуције природних катастрофа изазваних поплавом, бавио се велики број истраживача. У резултатима њихових истраживања, присутни су слични налази у погледу пораста броја и озбиљности поплава. Управо стога, полазећи од методолошког оквира споменутог у оквиру геопросторне и временске дистрибуције природних катастрофа, уз помоћ дескриптивне статистике, анализирана је геопросторна и временска дистрибуција поплава у светском геопростору, за период од 1900. до 2013. године.
Широм света, готово је постало уобичајено да се државе богате речним токовима сусрећу са разним врстама поплава. Свакако, поједини региони су угроженији и због самог хидролошко-метеоролошког амбијента. Резултати истраживања, показују да се највише поплава у периоду од 1900. до 2013. године, догодило се у Азији 3.427, а најмање у Океанији 258. При томе, по броју поплава прва је Азија, па Америка, Африка, Европа и на крају Океанија. Када се процентуално посматра, у периоду од 1900. до 2013. године, у Азији је било 41,14%, Америци 23,32%, Африци 20,03%, Европи 12,41% и Океанији 3,10% поплава. Дакле, уколико се узме у обзир просечна вредност догађања поплава, може се закључити да се у Азији догађају изнад просека, у поређењу са Европом и Океанијом где је тај број испод просека. Наравно, у Африци и Америци се догађају у неком просечном оквиру.
У периоду од 1900. до 2013. године догодиле су се 25.552 природне катастрофе.. Од тога, највише је било хидролошких, па метеоролошких, геофизичких, климатских и биолошких непогода... У њима је погинуло 65.009.766, повређено 15.221.227, погођено 13.566.647.548 људи, без дома је остало 337.112.287. Укупна материјална штета је износила 5.066.645.713 америчких долара. У наведеном периоду, највише је било поплава (8.331), док је најмање било клизишта и одрона (110). Највише погинулих људи (23.422.542) било је услед суша, повређених (3.768.924) услед екстремних температура, погођених (6.872.264.928) услед поплава. Без дома, највише људи (176.755.739) је остало услед поплава. Највиша укупна материјална штета (1.872.273.246) нанета је услед олуја. Са друге стране, најмање погинулих људи (0) било је услед инфекције инсеката, повређених (0) услед инфекције инсеката и суша (свакако, поставља се питање о апсолутној тачности констатације, имајући у виду недостатке базе података) погођених (45.376) услед клизишта и одрона. Без дома, најмање људи (0) је остало услед епидемија и инфекција инсеката. Најмања укупна материјална штета (14.000) настала је услед епидемија.